# Brian Burns
Brian Burns (Fort Lauderdale, 23 aprile 1998) è un giocatore di football americano statunitense che milita nel ruolo di defensive end per i New York Giants della National Football League (NFL).

## Carriera universitaria
Burns al college giocò a football con i Florida State Seminoles dal 2016 al 2018. Nella sua prima stagione guidò tutti i freshman con 9,5 sack.

## Carriera professionistica

### Carolina Panthers
Burns fu scelto nel corso del primo giro (16º assoluto) del Draft NFL 2019 dai Carolina Panthers. Debuttò come professionista partendo come titolare nella gara del primo turno contro i Los Angeles Rams mettendo a segno 2 tackle. La settimana successiva fece registrare il suo primo sack su Jameis Winston dei Tampa Bay Buccaneers. Alla fine di settembre fu premiato come rookie difensivo del mese dopo avere messo a segno 2,5 sack. La sua prima stagione si chiuse con 25 tackle, 7,5 sack e un fumble forzato disputando tutte le 16 partite, 5 delle quali come titolare.
Nell'undicesimo turno della stagione 2020 Burns mise a segno 5 tackle, 2 sack e un passaggio deviato nella vittoria contro i Detroit Lions, venendo premiato come difensore della NFC della settimana.
Nel 2021 Burns fu convocato per il suo primo Pro Bowl dopo avere pareggiato il proprio primato personale con 9 sack.
Nel dodicesimo turno della stagione 2022, nella vittoria 23-10 sui Denver Broncos, Burns fece registrare tre tackle, due sack sul quarterback Russell Wilson, un fumble forzato e un passaggio deviato. Fu la quarta partita consecutiva in cui Burns mise a segno almeno un sack e la sua prestazione gli valse il premio di miglior difensore della NFC della settimana. A fine stagione fu convocato per il suo secondo Pro Bowl dopo un nuovo primato personale di 12,5 sack.
Con il contratto in scadenza, il 5 marzo 2024 i Panthers annunciarono che avrebbero applicato la franchise tag su Burns.

### New York Giants
L'11 marzo 2024 Burns fu scambiato con i New York Giants per una scelta del secondo giro e una del quinto giro del Draft NFL 2024. Nella gara del terzo turno ebbe un record in carriera di 7 pressioni sul quarterback, oltre a un sack, nella vittoria sui Cleveland Browns.

## Palmarès
- Convocazioni al Pro Bowl: 2

2021, 2022
- Difensore della NFC della settimana: 2

11ª del 2020 e 12ª del 2022
- Rookie difensivo del mese: 1

settembre 2019